# Museo archeologico di Veria
Il Museo Archeologico di Veria è uno dei più importanti musei archeologici della Macedonia, in Grecia. Il museo è stato istituito nel 1965 in un edificio costruito appositamente per lo scopo ad Elia, una delle parti più belle della città. I reperti dal Paleolitico al periodo ottomano sono esposti nelle sue tre sale.
I reperti neolitici provengono dall'insediamento di Nea Nikomedia, che si crede sia il più antico insediamento permanente conosciuto in Europa. I reperti dell'età del ferro provengono dal cimitero di Vergina.
Nella prima sala ci sono vetrine speciali che espongono una kalpis di bronzo o urna cineraria del IV secolo a.C., un cratere a campana a figure rosse del tipo Kertsch del IV secolo a.C., e una hydria di bronzo usata come urna cineraria del IV secolo a.C. dal cimitero nord-est di Veria, e una ricostruzione di una tomba di famiglia a camera singola scavata nella roccia del periodo ellenistico, che è stata scavata a Veria. Varie altre vetrine mostrano gruppi di reperti provenienti da tombe a fossa, tombe a cista e tombe a roccia scavate nei cimiteri di nord-est, sud-est e sud-ovest di Veria. Questi gruppi illustrano lo sviluppo della ceramica e della coroplastica dalla fine del quinto alla fine del secondo secolo a.C.
La seconda sala contiene principalmente stele tombali e rilievi ellenistici e romani del primo secolo a.C. provenienti dalla zona di Veria. Di particolare rilievo sono la stela con la Legge del Ginnasiarca, che descrive come veniva condotta l'istruzione media e superiore nel Ginnasio di Veroia, e il gruppo di cacciatori e cinghiali, che fa parte della decorazione scultorea di un monumento tombale del III secolo a.C. da Vergina. Gli stelai più notevoli sono quelli di Paterinos Antigonou e Adea Kassandrou.
La terza sala contiene reperti del periodo romano, in particolare un busto iscritto del dio del fiume Olganos del secondo secolo d.C., che è stato trovato a Kopanos ed è in ottime condizioni. Ci sono anche un rilievo tombale di un marito e una moglie (secondo secolo d.C.), che è stato trovato a Veria, offerte funerarie da una tomba a cista del periodo romano (terzo secolo d.C.), e figurine di terracotta da una tomba romana antica.
All'esterno del museo ci sono decine di sarcofagi, stelai e statue, la più impressionante di tutte è una testa di Medusa, un'opera del secondo secolo a.C., che deve essere stata costruita nel muro nord della città.
Durante gli anni 2020-2021, il Museo Archeologico è stato sottoposto a importanti lavori di ristrutturazione strutturale nell'edificio principale, così come nel giardino. I manufatti che si trovavano nel giardino, sono stati collocati su un muro di nuova costruzione per una migliore visione da parte dei cittadini e dei visitatori della città.